# Phytomyza orlandensis
Phytomyza orlandensis este o specie de muște din genul Phytomyza, familia Agromyzidae, descrisă de Spencer în anul 1973.
Este endemică în Florida. Conform Catalogue of Life specia Phytomyza orlandensis nu are subspecii cunoscute.